# Sîtne, Iemilciîne
Sîtne (în ucraineană Ситне) este un sat în comuna Bereznîkî din raionul Iemilciîne, regiunea Jîtomîr, Ucraina.

## Demografie
Componența lingvistică a localității Sîtne
     Ucraineană (99,18%)
     Alte limbi (0,82%)
Conform recensământului din 2001, majoritatea populației localității Sîtne era vorbitoare de ucraineană (99,18%), existând în minoritate și vorbitori de alte limbi.